# Vicente Ferreira de Silos Pereira
Vicente Ferreira de Silos Pereira, primeiro e único barão de Casa Branca (São João del Rei, cerca de 1809 — Casa Branca, 08 de maio de 1887), foi um proprietário rural e militar brasileiro.
Foi tenente-coronel da Guarda Nacional e comerciante na localidade de Casa Branca. Foi filho de Domingos Antônio de Silos Pereira e de Francisca Luísa de Melo.
Recebeu o título de barão por decreto imperial de 7 de maio de 1887. O imperador Dom Pedro II foi hóspede do barão de Casa Branca, nas ocasiões em que esteve em Casa Branca, a primeira vez foi em 1878 aquando da inauguração da Companhia Mogiana de Estradas de Ferro. A segunda vez foi em 1886.